# Josef Bauer (Politiker, 1831)
Josef Bauer (* 22. März 1831 in Neuhaus, Böhmen; † 10. Dezember 1894 in Wien) war ein österreichischer Politiker und Bezirksvorsteher des 10. Wiener Gemeindebezirks Favoriten.
Josef Bauer war von Beruf Maschinenbauer. Er heiratete 1856 in Wien und wohnte in der Keplergasse. 1881 entsandte der 2. Wahlkörper des 10. Bezirks Josef Bauer in den Gemeinderat, wo er der Gaskommission, der Schulsektion und der Bausektion angehörte. Als Redner im Plenum des Gemeinderats trat er allerdings nicht in Erscheinung. Von 1888 bis 1890 und dann wieder 1892 bis 1894 war der Liberale Bezirksvorsteher von Favoriten. Bauer starb während seiner Amtszeit an Leberkrebs. 